# Anglefort
Anglefort is een gemeente in het Franse departement Ain (regio Auvergne-Rhône-Alpes). De gemeente telde 1.150 inwoners op 1 januari 2022.
Bezienswaardig is het Château d'Anglefort.

## Geografie
De oppervlakte van Anglefort bedroeg op 1 januari 2022 29,26 vierkante kilometer; de bevolkingsdichtheid was toen 39,3 inwoners per km². De gemeente ligt aan de Rhône.
De onderstaande kaart toont de ligging van Anglefort met de belangrijkste infrastructuur en aangrenzende gemeenten.

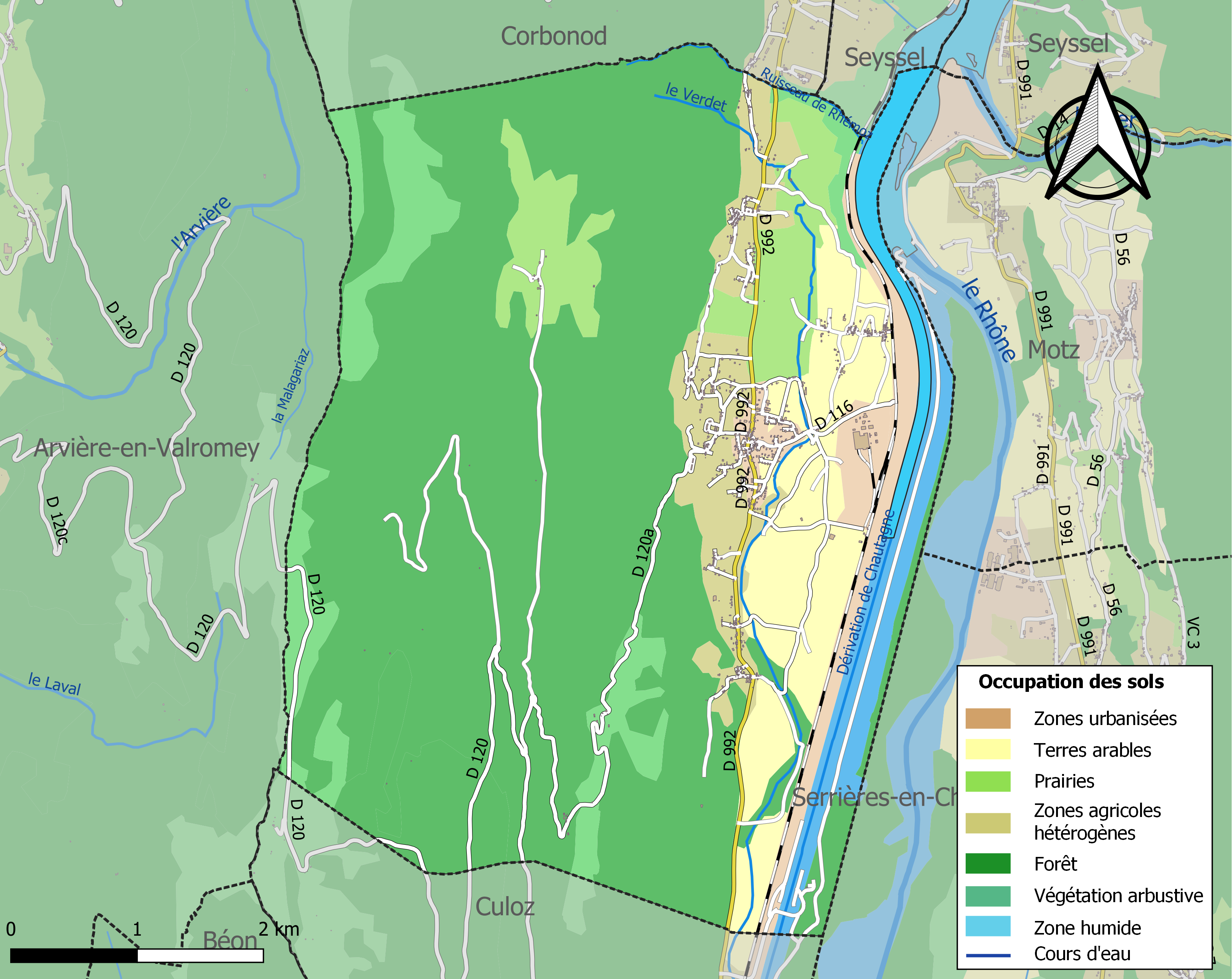

## Demografie
Onderstaande figuur toont het verloop van het inwoneraantal van Anglefort vanaf 1968. De cijfers zijn afkomstig van het Frans bureau voor statistiek en bevatten geen dubbel getelde personen (zoals studenten en militairen).
Vanwege een beveiligingsprobleem met de MediaWiki Graph-software is het momenteel niet mogelijk deze grafiek weer te geven. Zodra de software is bijgewerkt zal de grafiek vanzelf weer zichtbaar worden.